# Ballycolla
Ballycolla är en ort i republiken Irland.   Den ligger i grevskapet Laois och provinsen Leinster, i den centrala delen av landet, 90 km sydväst om huvudstaden Dublin. Ballycolla ligger 90 meter över havet och antalet invånare är 138.
Terrängen runt Ballycolla är platt. Runt Ballycolla är det ganska glesbefolkat, med 42 invånare per kvadratkilometer. Närmaste större samhälle är Portlaoise, 19,5 km nordost om Ballycolla. Trakten runt Ballycolla består i huvudsak av gräsmarker.